# Consolida
Consolida  é um gênero botânico da família Ranunculaceae.

## Espécies
| - Consolida aconiti - Consolida ambigua - Consolida anthoroidea - Consolida armeniaca - Consolida axilliflora - Consolida cornuta - Consolida cruciata - Consolida glandulosa - Consolida hellespontica | - Consolida hohenackeri - Consolida lineolata - Consolida oliveriana - Consolida olopetala - Consolida orientalis - Consolida persica - Consolida phrygia - Consolida raveyi - Consolida regalis | - Consolida saccata - Consolida scleroclada - Consolida staminosa - Consolida stapfiana - Consolida stenocarpa - Consolida sulphurea - Consolida thirkeana - Consolida tomentosa |